# Målilla-Gårdveda hembygdspark
Målilla-Gårdveda hembygdspark är ett friluftsmuseum i Målilla i Hultsfreds kommun.
Målilla-Gårdveda hembygdspark ägs av Målilla-Gårdveda hembygdsförening, som bildades 1943. Mellan 1947 och 1950 uppfördes de första sju byggnaderna i  hembygdsparken, bland andra Målilla Garveri, en ladugård, en bastu för linberedning och ett tvåvånings bostadshus och en stuga.

## Byggnader i urval
- Målilla motormuseum
- Amandas stuga, från 1800-talet och flyttad till hembygdsparken 1947.
- Idas stuga från Hägelåkra i Målilla församling, och flyttad till hembygdsparken 1952.
- Barnens hus, tidigare sockenmagasin.
- Garveriet, med utställning av vapen samt ett skolmuseum med skolsal med inventarier från Vrånganäs skola och Venhagskolan i Målilla.
- Järnhandelsmuseum, kontorsbyggnaden till K.W Karlssons järnhandel i Målilla, flyttad till hembygdsparken i början av 1980-talet, med del av järnhandelns inredning samt del av dess lagersortimentet.
- Marias enrumsstuga från 1800-talet och flyttad till hembygdsparken 1965.
- Sågverksmuseum i en nybyggnad med en storbänk och en mindre kantsåg, vilka drivs av en tändkulemotor typ BR 35hk av 1937 års modell, tillverkad i Målilla mekaniska verkstad.
- Speedwaymuseum, och speakertorn
- Moped- och cykelverkstad
- Smedja
- Dass från 1700-talet, flyttat till parken 1947.
- Ladugård
- Fordonshall med traktorer, brandbilar och hästvagnar.
- Sonjas hus

## Bildgalleri

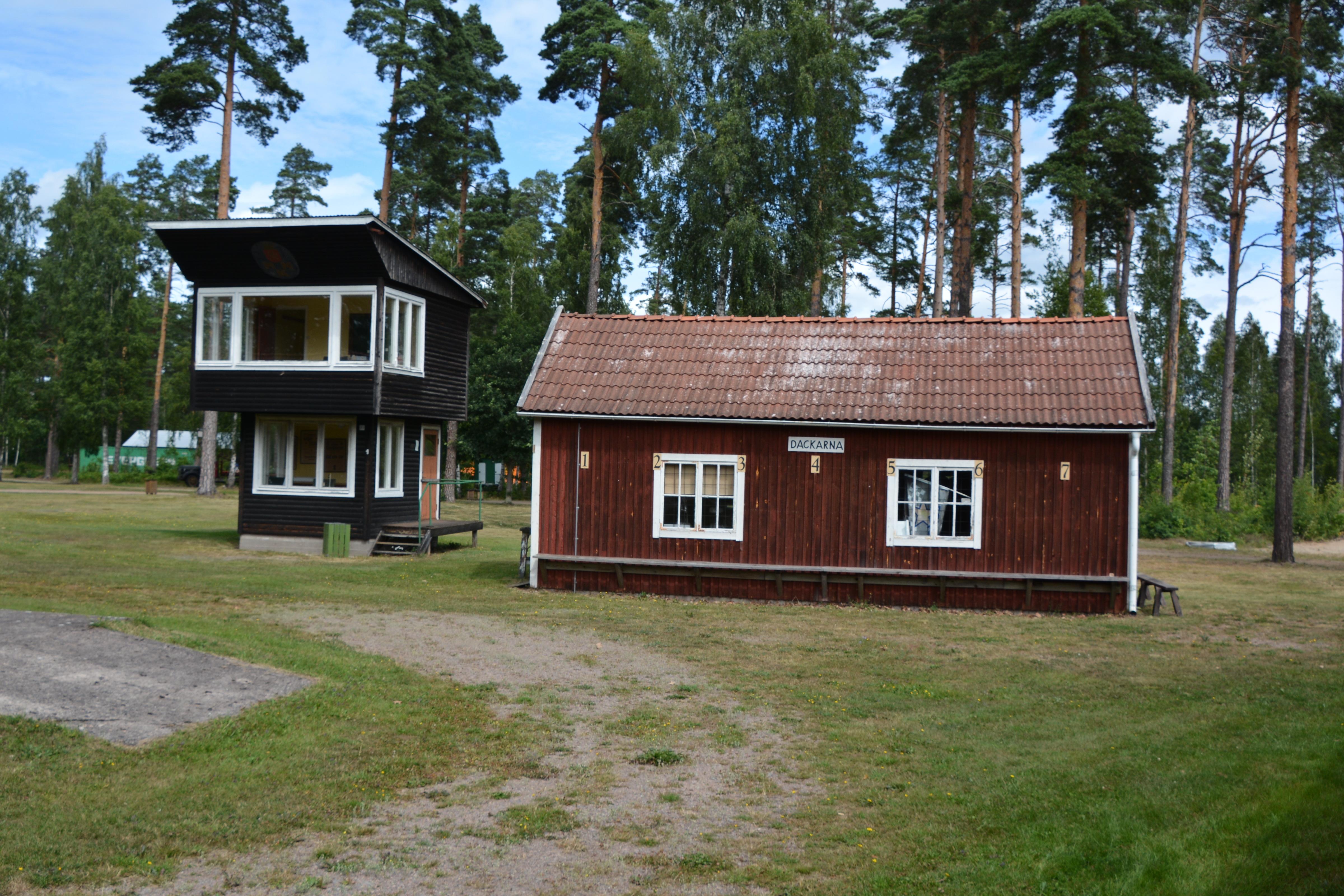
Speakertorn och Dackarnas omklädningsstuga, från det gamla Målilla Motorstadion
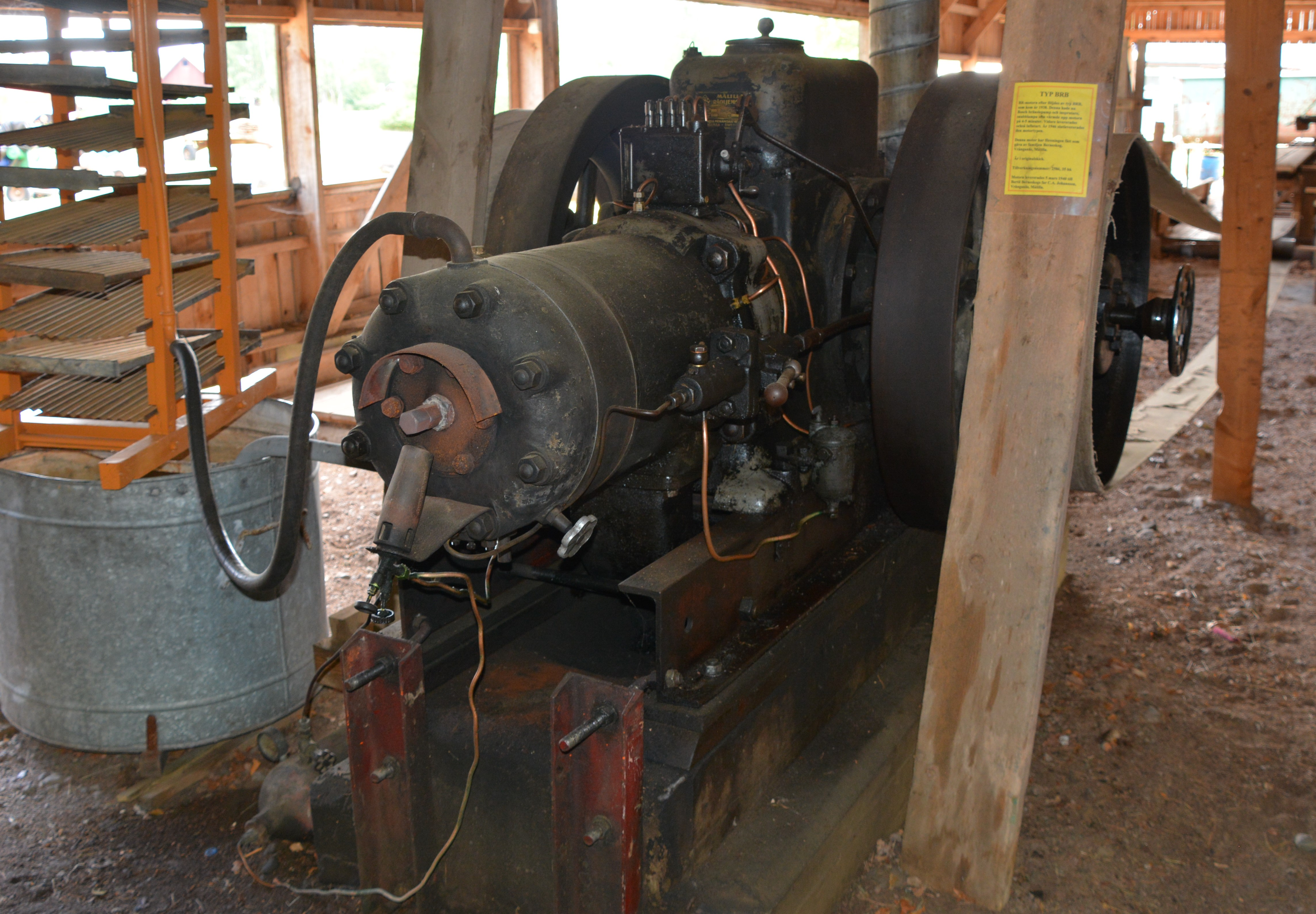
Målillamotor modell BRB, i sågverket i hembygdsparken